# بريندون إريك دي سوزا سيلفا
بريندون إريك دي سوزا سيلفا هو لاعب كرة قدم برازيلي في مركز الوسط، ولد في 26 أكتوبر 1992 في جيكيي في البرازيل. لعب مع نادي سانتوس.

## وصلات خارجية
- بريندون إريك دي سوزا سيلفا على موقع قاعدة بيانات كرة القدم.إي يو (الإنجليزية)
- بريندون إريك دي سوزا سيلفا على موقع Soccerway.com (الإنجليزية)